# Wylerbrücke
Die Wylerbrücke ist eine historische gedeckte Holzbrücke über die Muota im Schweizer Kanton Schwyz. Die Brücke liegt in Brunnen auf dem Gebiet der Gemeinde Ingenbohl.

## Geschichte
Ein Übergang über die Muota zwischen Seewen und Brunnen, vermutlich die spätere Wilerbrugg, ist in der ersten Hälfte des 13. Jahrhunderts als Steg nachweisbar. Eine bereits bestehende Brücke wird 1555 erstmals gedeckt. 1716 entstand die heutige gedeckte Holzbrücke. Die Jahrzahlen 1732 und 1773 an der Brücke weisen auf umfassende Erneuerungen hin. 
Um einer Betonbrücke Platz zu machen, wurde die Holzbrücke 1974/75 sechs Meter flussaufwärts verschoben, 70 cm gehoben und umfassend restauriert.
Beim Hochwasser von 2005 staute sich die Muota an der Wylerbrücke. Bei der Renovation im Jahr 2008 wurde die Brücke darum weitere 1,20 Meter gehoben.

## Konstruktion
Zwei Trapezhängewerke führen über zwei Tragfelder, welche sich beidseitig auf die Widerlager und auf einen massiven Flusspfeiler abstützen. Das Walmdach ist mit Ziegeln gedeckt.

## Erhaltenswertes Objekt
Seit 1975 steht das renovierte Bauwerk unter Denkmalschutz (Regionales Kulturgut).

## Nutzung
Seit der Eröffnung der zweispurigen Wylenstrasse-Brücke in 1974 dient die ehemalige Strassenbrücke am neuen Standort nur noch Fussgängern und Velofahrern.

## Galerie

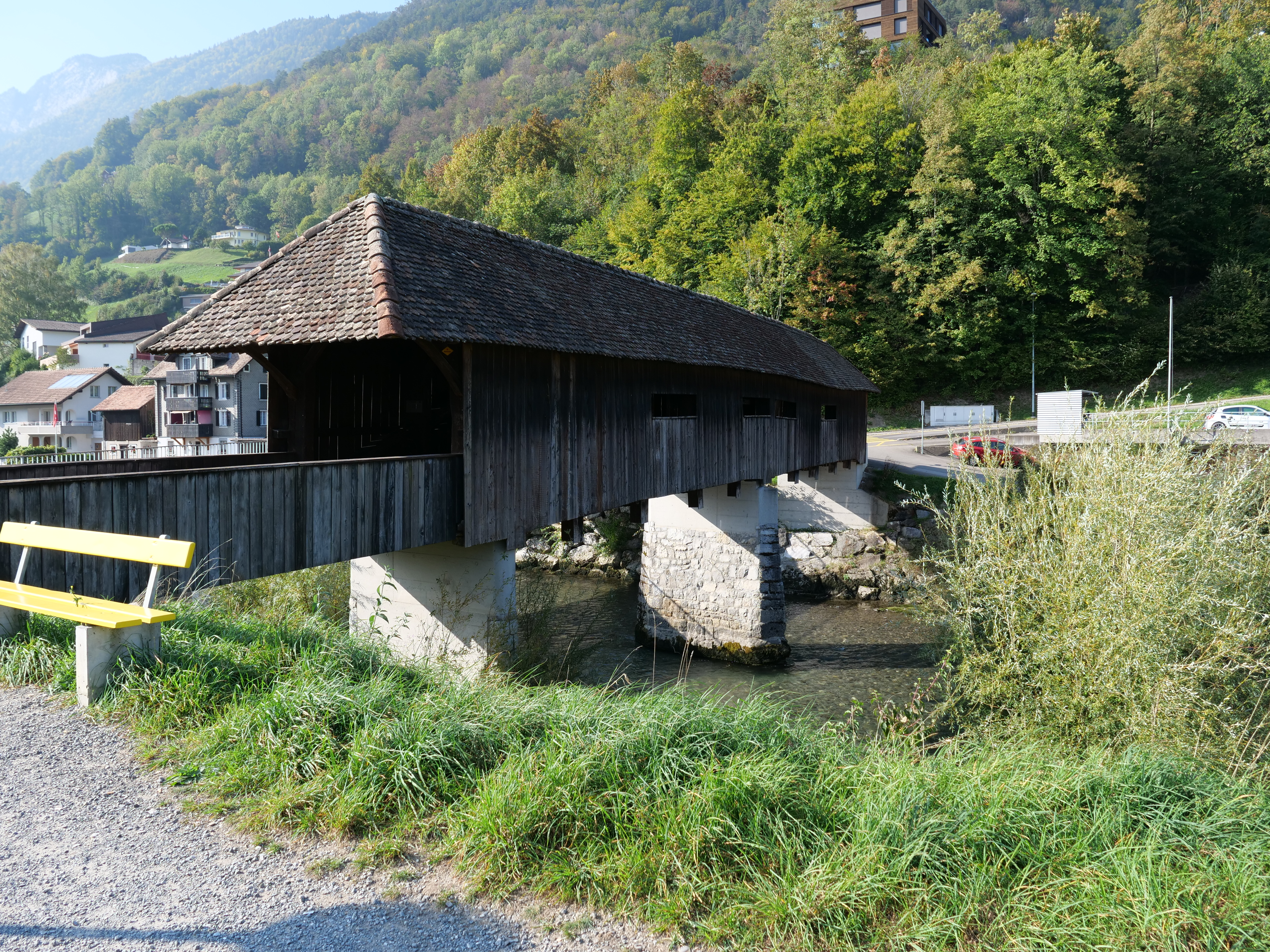
Nordwest-Ansicht von der linken Flussseite
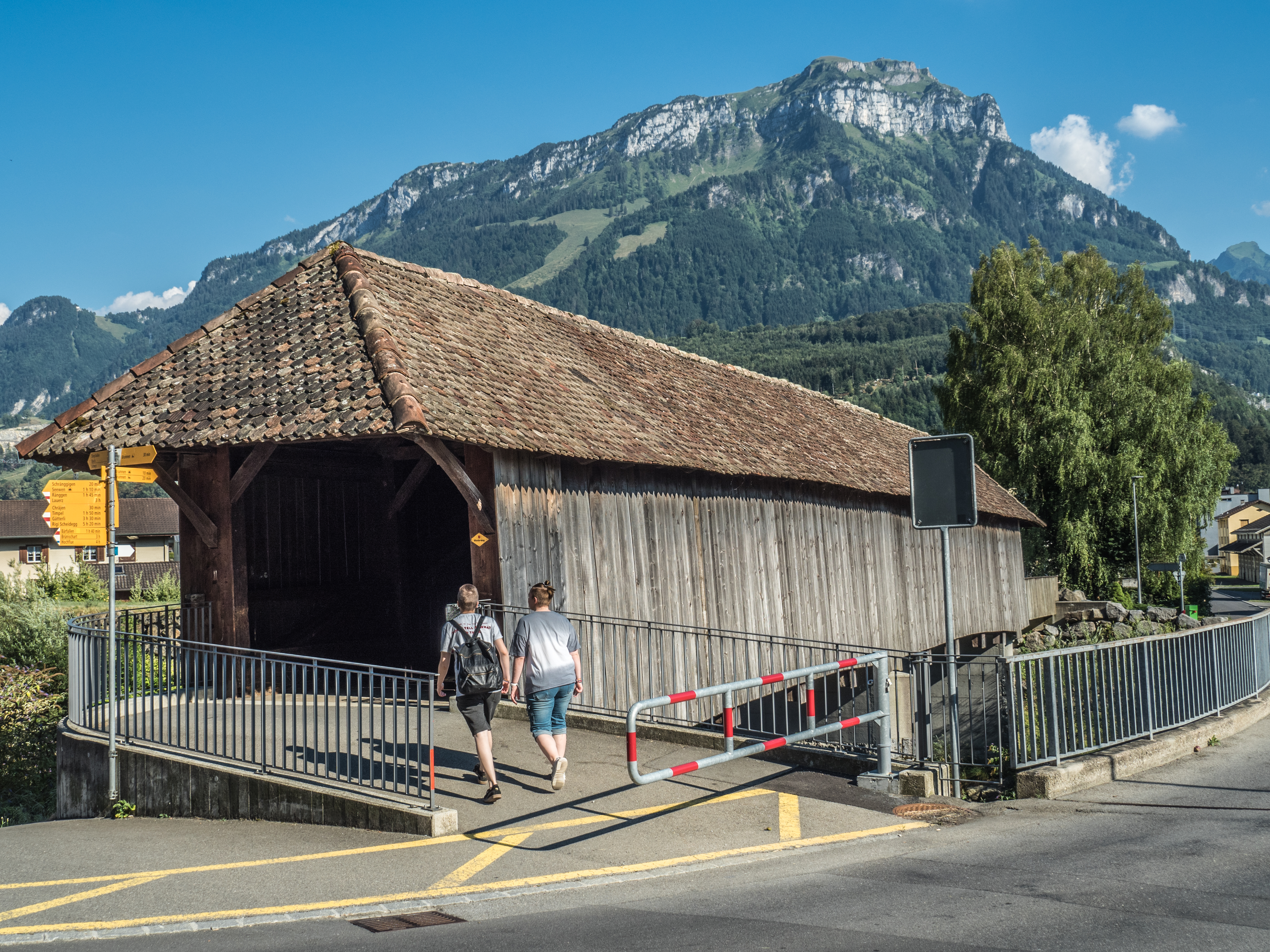
Südost-Ansicht von der rechten Flussseite
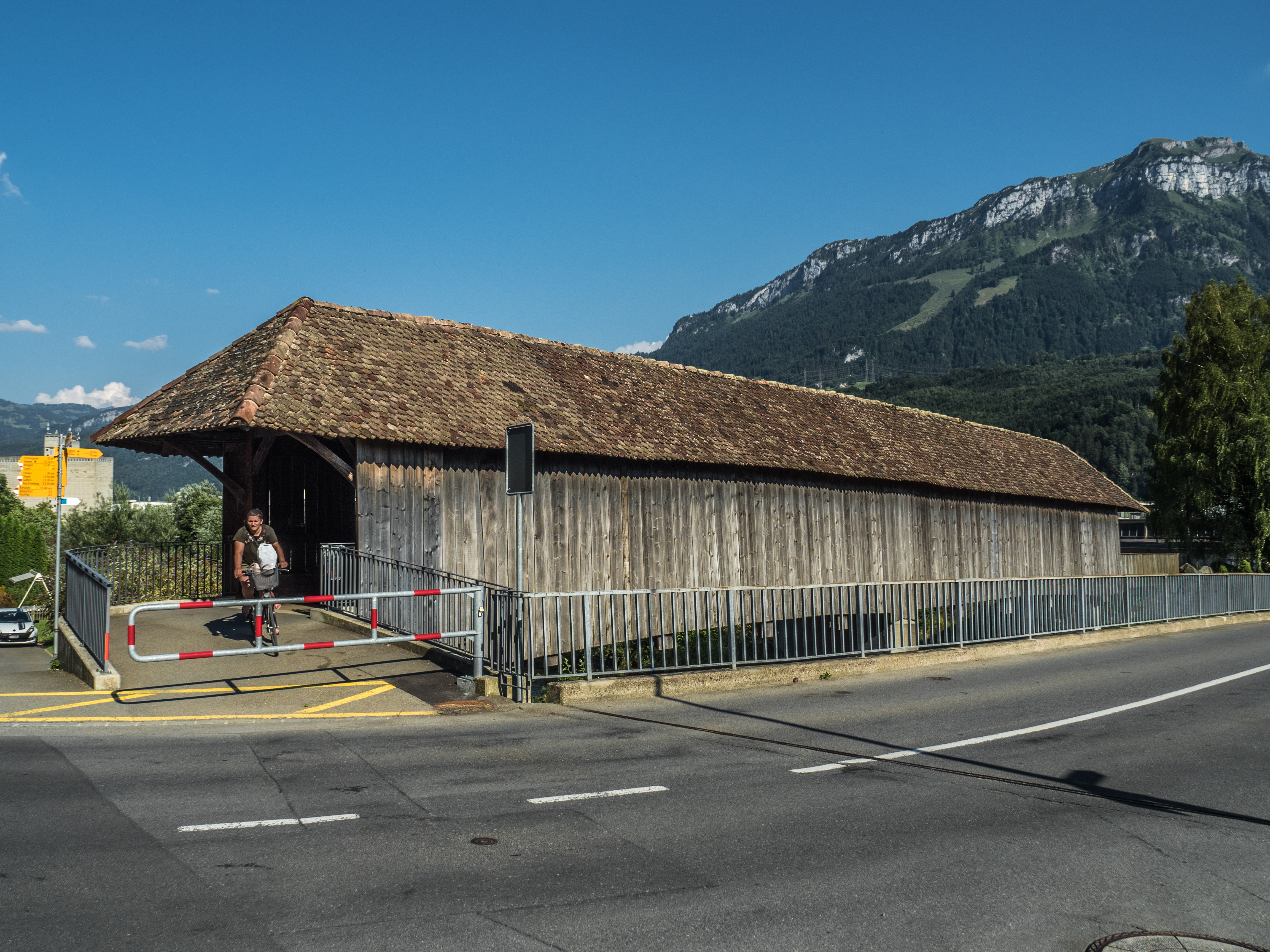
Unterwasserseitige Seitenansicht
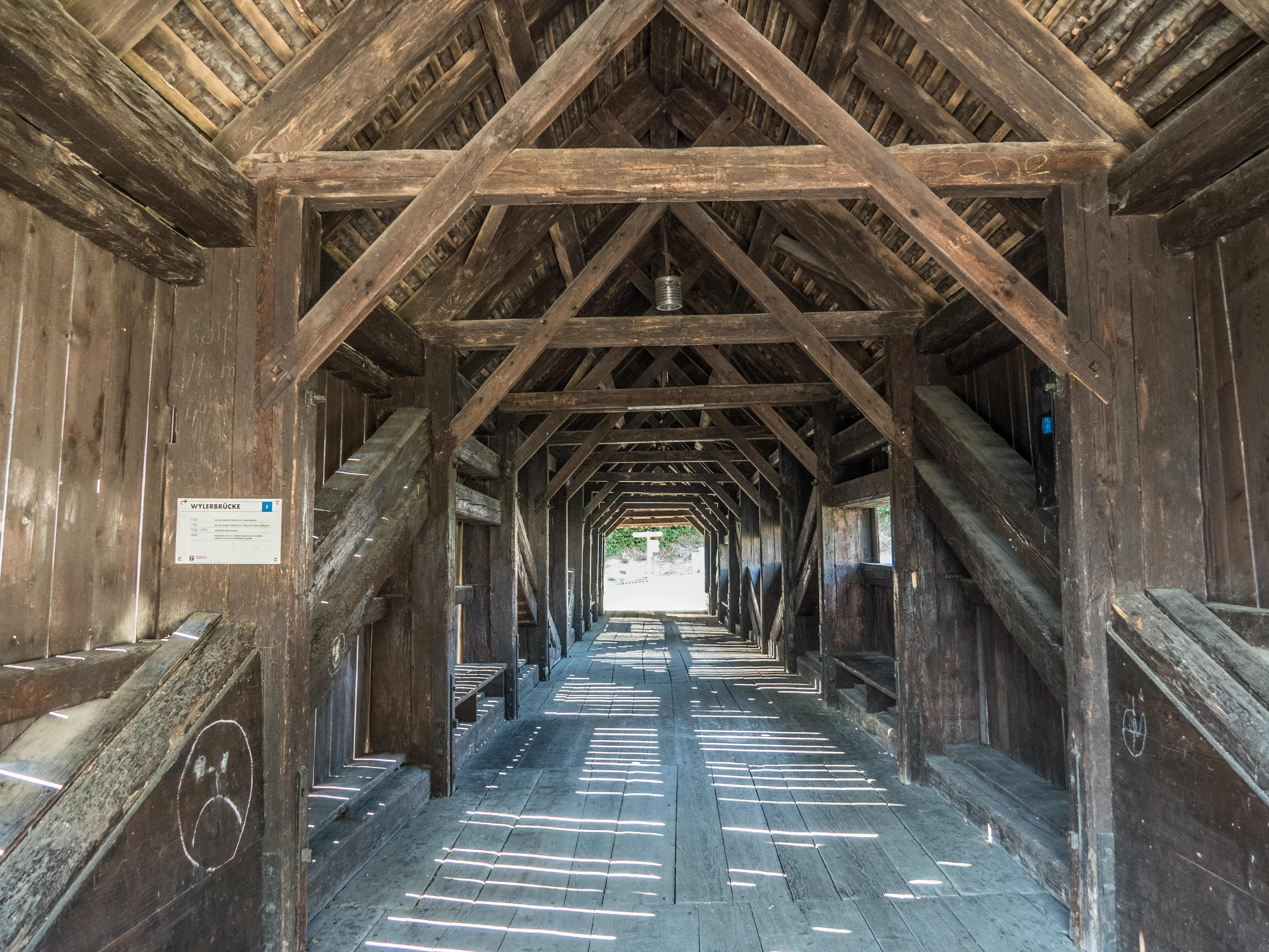
Innenansicht
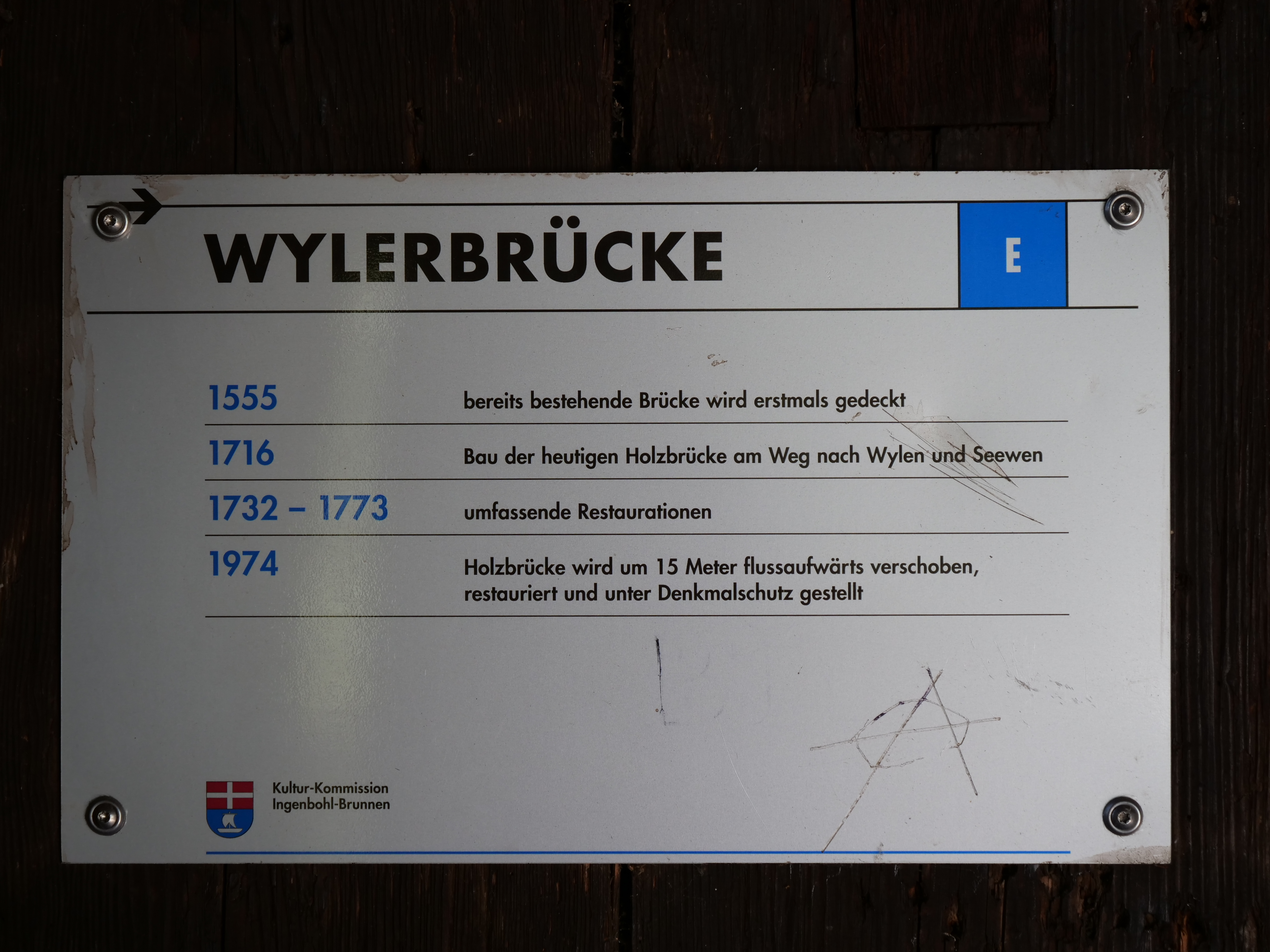
Informationstafel bei der Brücke
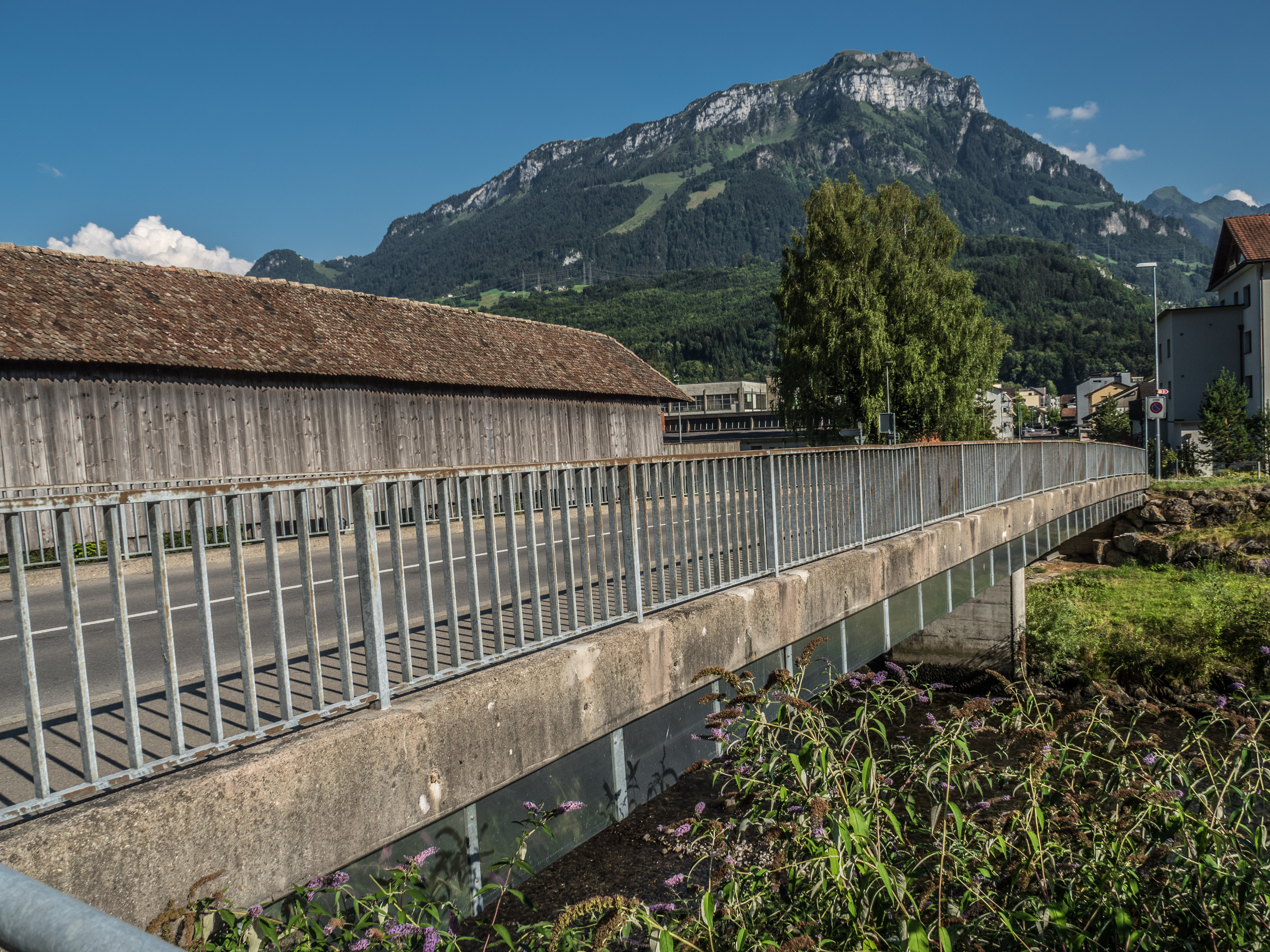
Strassenbrücke von 1974 mit alter Holzbrücke flussaufwärts